# 阿速坡国际机场
阿速坡国际机场是寮國南部城市阿速坡的一座民用機場，也是老撾次要國際機場。它于2015年5月30日开业。阿速坡国际机场有一条尺寸为1850×30米的跑道以及4,300平方米的航站楼。